# Eric Hoffer
Eric Hoffer, né le 25 juillet 1898 et mort le 21 mai 1983 est un philosophe américain. 
Philosophe moral et social, il est l'auteur de dix livres, dont le premier, Le Vrai Croyant (The True Believer), sorti en 1951, est connu comme un classique. Hoffer considère cependant que sa meilleure œuvre est L'Épreuve du Changement (The Ordeal of Change).
Il reçoit la Médaille présidentielle de la Liberté en février 1983.

## Œuvre
- Face à un monde changeant (The Ordeal of change) / Traduit de l'américain par Pierre Francart. - Paris : Éditions France-Empire, 1969. - 224 p.
- Le vrai croyant : pensées sur la nature des mouvements de masse (The true believer : thoughts on the nature of mass movements) / Traduit de l'américain par Pierre Francart. - Paris : Les Belles Lettres, 2022. - 180 p. -  (ISBN 9782251452715). - Précédemment paru sous le titre : Une foi aveugle aux éditions France-Empire en 1966 (même traducteur)